# Elif Batuman

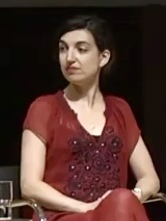
Elif Batuman, 2018

Elif Batuman (* 7. Juni 1977 in New York City, USA) ist eine US-amerikanische Schriftstellerin.

## Leben
Batuman ist die Tochter türkischer Eltern und wuchs in New Jersey auf. 1999 schloss sie ihr Studium am Harvard College ab. Im Jahr 2007 wurde sie an der Stanford University im Fach Vergleichende Literaturwissenschaft promoviert. Bereits vor Abschluss der Promotion schrieb Batuman für verschiedene Zeitschriften wie The New Yorker, Harper’s Magazine und n+1.
Batumans Doktorarbeit hatte den Titel The Windmill and the Giant: Double-Entry Bookkeeping in the Novel (deutsch: Die Windmühle und der Riese: Doppelte Buchführung im Roman) und behandelte das Verhältnis des Prozesses der Sozialforschung und des Erfindungsreichtum durch die Autoren von Romanen. Während ihres Graduiertenstudiums studierte sie für einige Zeit in Samarkand in Usbekistan die Usbekische Sprache. Sie war bis 2010 Hochschullehrerin an der Universität Stanford.
Batumans erstes Buch The Possessed basierte auf vorher veröffentlichten Zeitschriftenbeiträgen über russische Literatur und erschien 2010. 2013 war sie Jurorin beim Man Booker International Prize. Sie lebte danach bis 2013 in Istanbul, schrieb für den New Yorker über Ihre Zusammenarbeit mit der türkischen Künstlerin Sibel Horada und war Writer in Residence an der dortigen Koç Üniversitesi.
2017 erschien ihr erster Roman unter dem Dostojewski-Titel The Idiot, der für den Pulitzer-Preis nominiert wurde. Der Auftakt zu einem vierbändigen Bildungsroman der Ich-Erzählerin Selin Karadağ fand 2022 seine Fortsetzung unter dem Kierkegaard-Titel Either/Or.

## Preise und Ehrungen
- 2007: Rona Jaffe Foundation Writers’ Award, in der Abteilung Nonfiction.
- 2010: Whiting Writers’ Award, in derselben Abteilung.
- 2010: Finalistin mit The Possessed beim National Book Critics Circle Award.
- 2011: Auswahlliste mit demselben Buch beim Guardian First Book Award.

## Veröffentlichungen
Bücher
- The Possessed. Adventures with Russian Books and the People Who Read Them. Farrar, Straus & Giroux, New York City 2010, ISBN 978-0-374-53218-5.
  - deutsch von Renate Orth-Guttmann: Die Besessenen, Roman. Kein und Aber, Zürich 2011, ISBN 978-3-0369-5604-6.
- The Idiot. Penguin Press, New York City 2017, ISBN 978-1-910702-69-7.
  - deutsch von Eva Kemper: Die Idiotin, Roman. Fischer, Frankfurt am Main 2017, ISBN 978-3-10-004002-2.[3]
- Either/Or. Jonathan Cape, London 2022, ISBN 978-1-78733-386-4.
  - Entweder/Oder. Aus dem Englischen von Claudia Wenner. C.H.Beck, München 2023, ISBN 978-3-406-80698-8.

Artikel
- Department of Archeology: The Sanctuary in: The New Yorker am 19. und 26. Dezember 2011 über Göbekli Tepe in der östlichen Türkei.